# 웬디와 루시
《웬디와 루시》(영어: Wendy and Lucy)는 켈리 라이카트 감독이 연출한 2008년작 독립 영화이다. 존 레이먼드가 쓴 단편 소설 Train Choir를 기반으로, 원작자 레이먼드가 직접 각본을 썼다. 미셸 윌리엄스가 잃어버린 개 루시를 찾는 주인공 웬디 역을 맡았다.
2008년 5월 칸 영화제에서 공개되었고 같은 해 12월 미국 극장에 공개되었다. 대한민국에는 DVD와 VOD로 공개되었다.

## 줄거리
젊은 여성 웬디는 자신의 반려견 루시와 함께 알래스카의 한 통조림 공장에서 일자리를 찾기 위해 여행하던 중 오리건주에서 차가 고장나 발이 묶인다. 수리 비용을 감당할 수 없던 웬디는 마트에서 강아지 사료를 훔치려다 붙잡혀 경찰서에 가게 된다. 벌금을 내고 나온 웬디는 급히 마트로 돌아가지만 루시는 사라진 후였다. 보안관의 도움을 받아 루시를 찾으려 애쓰던 웬디는 루시가 유기견 보호소로 옮겨져 다른 가정에 입양되었다는 사실을 알게 된다. 수리공에게 차를 찾으러 간 웬디는 엔진을 재조립해야 한다는 말에 차를 포기한다. 돈마저 거의 바닥난 웬디는 루시가 살고 있는 집을 찾아가 눈물로 작별을 고하고, 북쪽으로 향하는 기차에 몸을 싣는다.

## 출연진
- 미셸 윌리엄스 - 웬디 캐럴
- 월터 돌턴 - 경비원
- 윌 패튼 - 기계공
- 윌 올덤 - 이키
- 존 로빈슨 - 앤디 무니
- 래리 페슨든 - 공원에 있던 남자
- 디어드리 오코널 - 뎁
- 루시 - 본인